# Philharmostes cribrarius
Philharmostes cribrarius är en skalbaggsart som beskrevs av Leon Fairmaire 1903. Philharmostes cribrarius ingår i släktet Philharmostes och familjen Hybosoridae. Inga underarter finns listade i Catalogue of Life.